# Nová Pec
Nová Pec település Csehországban, a Prachaticei járásban. Nová Pec Volary, Želnava, Stožec, Boletice, Horní Planá és Neureichenau településekkel határos. Lakosainak száma 452 fő (2024. január 1.).

## Népesség
A település lakosságának változását az alábbi diagram mutatja:
| Lakosok száma | 1812 | 2104 | 2314 | 651  | 726  | 632  | 444  | 445  | 436  | 452  |
|               | 1869 | 1890 | 1921 | 1950 | 1980 | 2001 | 2017 | 2019 | 2022 | 2024 |